# Aleksander Czachor
Aleksander Czachor (ur. 29 kwietnia 1923 w Bydgoszczy, zm. 29 lipca 2001 w Radomiu) – polski piłkarz i działacz piłkarski okresu wojennego i powojennego. Występował na pozycji środkowego napastnika w Radomiaku, z którym rozgrywki Mistrzostw Polski w 1946 roku ukończył na 1/4 finału. Jeden z jego braci, Marian Czachor, grał w reprezentacji Polski.

## Rodzina i sport
Wychował się w rodzinie o dużych tradycjach sportowych. Ojciec, również Aleksander, był przedwojennym działaczem Czarnych Radom. Wraz z trzema braćmi: Jerzym, Marianem i Ryszardem współtworzyli w Radomiu utworzony w 1941 roku klub piłkarski pod nazwą Szkolny Klub Sportowy. W czasie wojny zginęli zamordowani przez Niemców ojciec Aleksander w Oświęcimiu, stryj Jan w Gross Rosen i brat Jerzy (pseudonim „Skaut”) w Radomiu (tydzień przed wyzwoleniem miasta).
Najważniejszym wydarzeniem w tym okresie były dwa oficjalne mecze SKS z Polonią-Grochów Warszawa w ramach rozgrywek Mistrzostw Warszawy. Mecze, na których rozegranie wyraziły zgodę władze okupacyjne, zgromadziły tysiące kibiców. W składzie SKS wystąpiło czterech braci Czachorów. Radomianie wręczyli warszawianom bukiet biało-czerwonych kwiatów, a ci odwdzięczyli się pamiątkowym ryngrafem z Matką Boską, orłem i napisem „Pod Twoją Obronę”. W pierwszym meczu wygranym przez radomski zespół 3:1 Aleksander Czachor strzelił 2 bramki.
Tuż po wojnie po fuzji SKS z klubem sportowym Bata utworzono RKS Radomiak, w którym występował do 1951 roku. Aleksander Czachor był wieloletnim kapitanem drużyny. W tym czasie zdobył z Radomiakiem mistrzostwo Okręgu Warszawskiego (1945 rok) i Podokręgu Radomskiego (1946). W 1946 roku w pierwszych mistrzostwach Polski awansował drużyną do grupy półfinałowej i po przegranej z ŁKS-em 1:3 uplasował się w pierwszej ósemce najlepszych drużyn w Polsce.

## Kariera zawodowa
Po zakończeniu kariery przez kilka lat pełnił funkcję kierownika drużyny Radomiaka, a następnie prezesa klubu. Od 1948 roku przez kilkanaście lat był przewodniczącym Społecznego Komitetu Budowy Stadionu Radomiaka. M.in. dzięki jego inicjatywie powstały na stadionie trybuny, bieżnia, skocznie, korty tenisowe i boiska treningowe.
Zawodowo zajmował się budownictwem. Pracował m.in. w Radoskórze na stanowisku kierownika Działu Inwestycji, ZWAC Wierzbica jako Główny Koordynator Robót. Jego dodatkowym zajęciem była praca w Zespole Usług Projektowych, którą wykonywał również na emeryturze aż do śmierci w 2001 roku.
Odznaczony Krzyżem Kawalerskim Orderu Odrodzenia Polski, Odznaką 80-lecia Radomiaka i Za Zasługi dla Województwa Radomskiego. Na jego ręce wręczono dyplom uznania dla piłkarzy Radomiaka za udział w mistrzostwach Warszawy w okresie okupacji hitlerowskiej. Wieloletni działacz Naczelnej Organizacji Technicznej.

## Upamiętnienie
31 maja 2010 roku Rada Miejska w Radomiu podjęła jednogłośną decyzję o przegłosowaniu wniosku Stowarzyszenia Kibiców „Tylko Radomiak” oraz Spółki Akcyjnej Radomiak 1910 o nadaniu Stadionowi RKS Radomiak przy ulicy Struga 63 imienia Braci Czachorów.